# Pipit de Godlewski
Pour les articles homonymes, voir Pipit et Godlewski.
Anthus godlewskii
Espèce
Statut de conservation UICN

 LC  : Préoccupation mineure
Le Pipit de Godlewski (Anthus godlewskii) est une espèce de passereaux de la famille des Motacillidae.
Son nom est attribué au naturaliste et explorateur polonais Wiktor Godlewski.

## Répartition
Son aire s'étend à travers la Mongolie et le sud de la Sibérie ; il hiverne en Asie du Sud et en Birmanie.

## Identification
Il ressemble au Pipit de Richard.

## Galerie

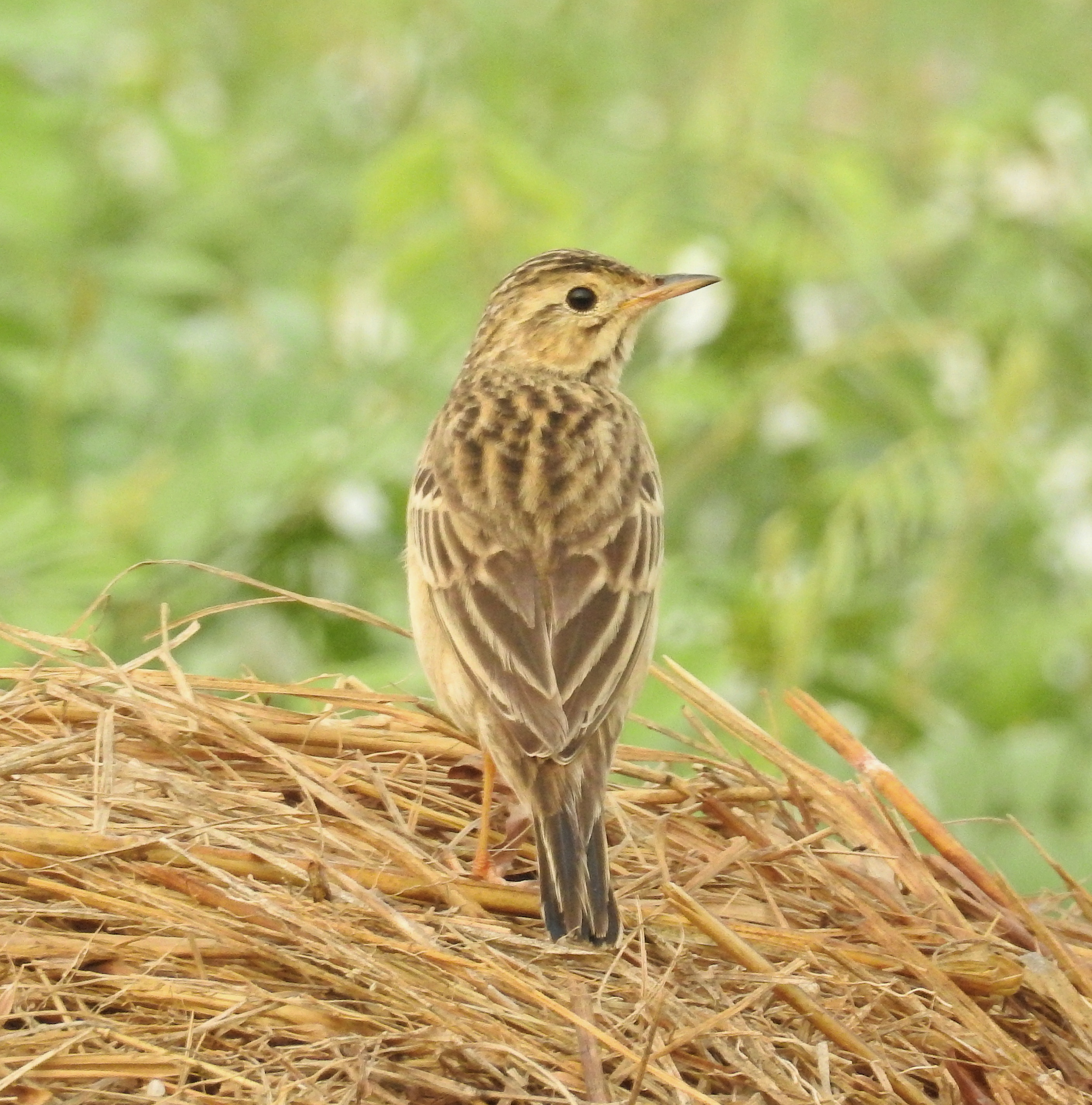
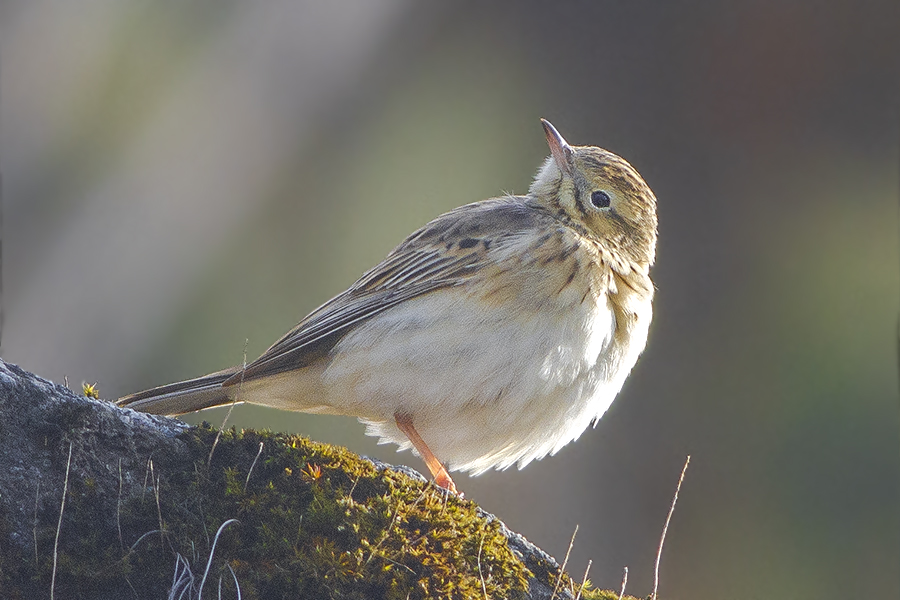
.. au sanctuaire de la vie sauvage de Pangolakha, Sikkim
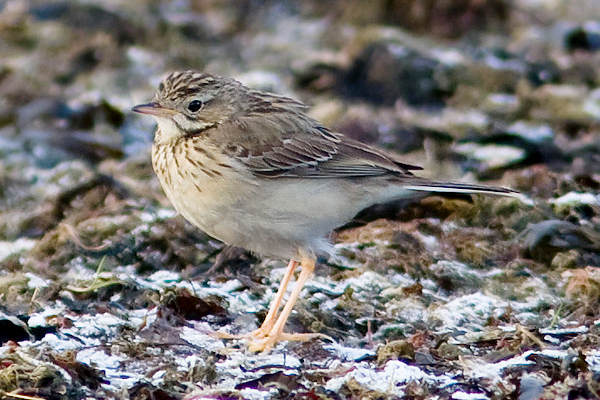
.. en plumage hivernal aperçu dans le Halland, Suède